# Manuel Garcia (Teksas)
Manuel Garcia je naseljeno mjesto za statističke potrebe u američkoj saveznoj državi Teksas. Prema popisu stanovništva iz 2010. u njemu je živjelo 203 stanovnika.